# Rhinoestrus hippopotami
Rhinoestrus hippopotami är en tvåvingeart som beskrevs av Grunberg 1904. Rhinoestrus hippopotami ingår i släktet Rhinoestrus och familjen styngflugor. Inga underarter finns listade i Catalogue of Life.